# Kingkey 100
Kingkey 100, původní název Kingkey Finance Tower nazývaný také KK100 je mrakodrap v Čínském Šen-čenu (Shenzhenu). Stavba začala v roce 2007 a byla dokončena v roce 2011. Tento mrakodrap je 442 metrů vysoký (bez antény) a má 100 pater.